# Велика Лука (Тернопільський район)
Вели́ка Лука́ — село в Україні, у Великоберезовицькій селищній громаді Тернопільського району Тернопільської області. Розташоване на правому березі річки Серет, за 14 км від Тернополя і за 7 км від найближчої залізничної станції Березовиця-Острів на лінії Тернопіль-Ходорів, в центрі району. Населення становить 1225 осіб (2001 р.).

## Історія
Згадується  21 квітня 1466 року в книгах галицького суду .
Перша писемна згадка — 1473 року під назвою Довга Долина.
Населений пункт виник приблизно в XII столітті. За переказами старожилів збоку села на підвищенні стояла козацька сигнальна вишка, де весь час була варта, завданням якої було попередження про наближення ворога.
Раніше неподалік села був хутір Гулька (така топонімічна назва приналежної до населеного пункту частини території збереглася донині). Хутір виник у XVII столітті. По цій місцевості проходив Чорний шлях на Зборів. Тут ріс розкішний дубовий ліс, стояла корчма і було кілька будівель сторожки. Козаки часто зупинялися тут для відпочинку і влаштовували гуляння — гульки. Звідси і пішла назва хутора, який до 70 років минулого століття налічував три двори. Межував хутір Гулька з хутором Хатки (віддаль 4 км від села), і виник значно пізніше, після скасування кріпосного права у 1848 році. Першими поселенцями були люди, які охоронці землі. В 1900 році було 30 хат. Перші будівлі були тимчасові (на літо), тому і називалися хатки — маленькі хати. До 80 років хутір мав 90 дворів.
У 1893 році в селі започатковано діяльність товариства «Просвіта», а у 1926 році за кошти жителів, пожертвування уродженців села, які емігрували до Америки, добровільні роботи та для потреб громади, і у першу чергу просвітницьких, збудовано кам'яний будинок, у якому діяла читальня та функціонував магазин. Над головним входом у будинок товариства «Просвіта», на кам'яному перекритті, викарбувані слова Тараса Шевченка «Учітеся, брати мої». На той час товариством управляли: Іван Поліщук — голова, Микола Рогатий — заступник голови, Михайло Комар — секретар, Василь Брикайло — скарбник, Гнат Озерянський — господар, Василь Звір — виділовий.       
Станом на 6 лютого 1915 року населення села становило 2022 мешканців. Згідно складеного 18 березня 1926 року документу про завершення будівництва будинку товариства «Просвіта» у селі проживало 1800 мешканців (884 чоловіків та 916 жінок), з них 905 українці, 895 поляки та 25 євреї. 1408 мешканців сповідували греко-католицьку віру, 367 — римо-католицьку віру. 
1 серпня 1934 року в рамках реформи на підставі нового закону про самоуправління (23 березня 1933 року) увійшло до нової сільської гміни Микулинці (Тернопільський повіт Тернопільського воєводства).
На 1 червня 1963 року населення села становило 1550 осіб, з них 668 чоловіків та 882 жінок.    
Першими після радянської окупації у 1940 році та через свою патріотичну позицію зазнали  політичних репресій і відправлені комуністичним режимом до Сибіру: Марія Брикайло, Емілія і Филимон Комар (мама та батько провідника ОУН Тернопільської округи Івана Комара) Романів Марія і Мартин та Євгенія Муран. В 1947 році у так званому адміністративному порядку вислані до Сибіру Бедрій Анна, Степан та Семен, Звір Євгенія, Євдокія та Станіслава, Комар Варвара, Марина, Комар (Тицька) Марія, Комар (Могильницька) Марія, Комар Михайло, Нестор, Олександр, Текля та Теофілій, Перегіняк Федір, Семків Василь та Марина, Юзьків (Лукава) Ганна та Юзьків Євген.   
У 1943–1944 роках в селі діяв збірний пункт для добровольців Української Народної Самооборони (УНС), які після інтенсивної підготовки, яку проводили у Тернопільській окрузі повітові військові команди (ПВК), прибували на збір з повітів Скалат, Тернопіль та Збараж, тут їх інформували про військово-політичне становище в Україні, вони отримували від провідників ОУН Тернопільської округи відповідні завдання спрямовані на подальший збройний спротив.
У 1951 році, переслідуючи мету затримання провідника ОУН Тернопільської округи Івана Комара, більшовицька влада з далекого Сибіру, тимчасово для так званої «приманки», повернула в село його батьків — Филимона та Емілію. Через відсутність у селі зрадників, дотримуючись правил конспірації та при допомозі односельців, Івану Комару черговий раз вдалося перехитрити чекістів. Після тривалої розлуки він таки зустрівся зі своїми батьками, тоді ж і попрощався з ними, оскільки знав про підступну мету цієї «оперативної комбінації», після провалу якої Филимона та Емілію Комар вдруге комуністичний режим відправив до Сибіру.
12 червня 2020 року, відповідно до розпорядження Кабінету Міністрів України № 724-р «Про визначення адміністративних центрів та затвердження територій територіальних громад Тернопільської області» увійшло до складу Великоберезовицької селищної громади.
19 липня 2020 року, в результаті адміністративно-територіальної реформи та ліквідації Тернопільського району, село увійшло до складу новоутвореного Тернопільського району.

## Населення
Згідно з переписом УРСР 1989 року чисельність наявного населення села становила 1235 осіб, з яких 558 чоловіків та 677 жінок.
За переписом населення України 2001 року в селі мешкало 1217 осіб.

### Мова
Розподіл населення за рідною мовою за даними перепису 2001 року:
| Мова       | Відсоток |
| ---------- | -------- |
| українська | 99,84 %  |
| російська  | 0,16 %   |

## Пам'ятки
- церква святого Архістратига Михаїла (1740, мурована, УГКЦ).
- У центрі села встановлено пам'ятний знак про скасування панщини, проведеного австрійським урядом під час революції 1848 року.
- У селі насипана символічна могила УСС (відновлена у 1992 році). У єдиному українському національному військовому формуванні в складі Австро-Угорської армії, сформованому з добровольців, підрозділах Австро-Угорської армії та в Українській Галицькій армії брали участь на бойовищах Східної Європи уродженці села Велика Лука — Тимофій Венгер, Іван Гладкий, Іван Ількевич, Василь Комар, Филимон Комар (батько провідника ОУН Тернопільської округи Івана Комара), Петро Лучків, Іван Швець та інші.
- споруджено пам'ятник полеглим у німецько-радянській війні воїнам-односельцям (1995 року).

## Соціальна сфера
Діють загальноосвітня школа І ступеня, клуб, бібліотека, ФАП. Діти з села беруть участь у ансамблі «Диво-струни».
Діють 4 магазини, є бар «Фільварок». На місці бару колись дійсно був фільварок (багатогалузеве господарство, орієнтоване на виробництво збіжжя на продаж), а поряд карвасари. Така топонімічна назва частини населеного пункту зустрічається лише у місті Кам'янець-Подільський. Етимологія назви, це перекручене слово «Караван-сарай», заїжджий двір для гостей. .

## Відомі люди

### Народилися

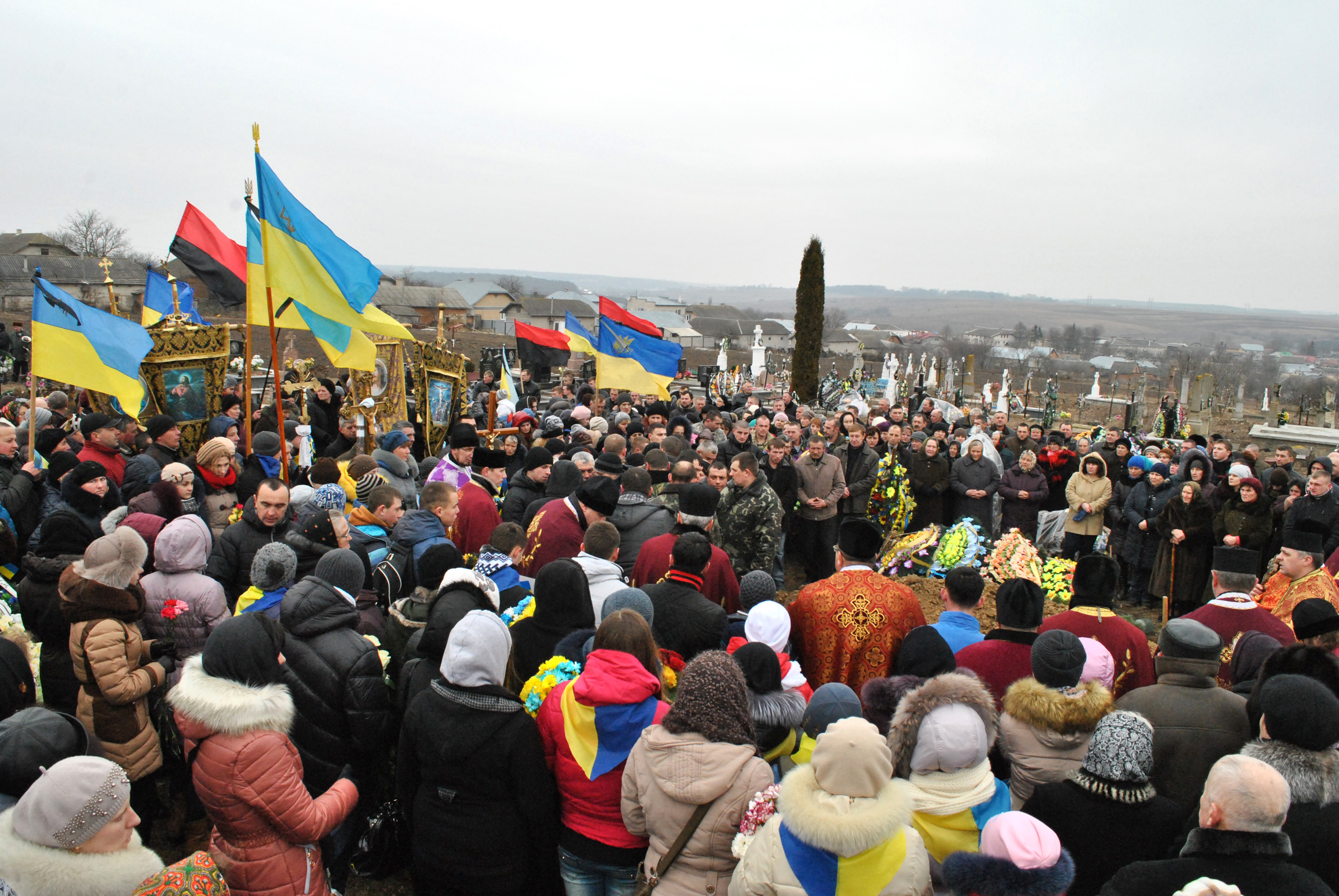
Похорон Івана Вітишина

- Комар Іван псевдо «Олесь», «Шелест» (1915–1952) — провідник ОУН Тернопільської округи. Загинув 23 квітня 1952 року у бою з частинами МДБ у лісі біля с. Чернихова Зборівського району разом з іншими керівниками обласного Проводу ОУН. Згідно з наказом ГК УПА ч. 1/52 від 20 червня 1952 року нагороджений Срібним хрестом заслуги бійців і командирів УПА (такою нагородою удостоєно 150 лицарів Срібного хреста заслуги). Останнє нагородження відбулося 1952 року. Після цього відзначення бойовими нагородами УПА ні в Україні, ні за кордоном не проводили.
- Касян Брикайло («Колос»), у другій половині 1940-х років референт пропаганди у Тернопільському надрайоні Організації Українських Націоналістів (ОУН). З листопада 1944 року очолював боївку УПА. Загинув 13 березня 1950 року у с. Лучка Тернопільського району[8].
- Іван Вітишин, позивний «Тесть» (1976–2015) — військовослужбовець, старший сержант 80-ї окремої аеромобільної бригади. Загинув у боях в аеропорту Донецька[9].
- Куба Василь Тарасович (1992—2024) — солдат Збройних сил України, учасник російсько-української війни.
- Брикайло Іван Богданович (1969) - Професійний футболіст

### Перебували
У 1898 році у Великій Луці перебував літератор і громадський діяч Михайло Павлик.

## Галерея

Вигляд на село з Буцнівецького боку
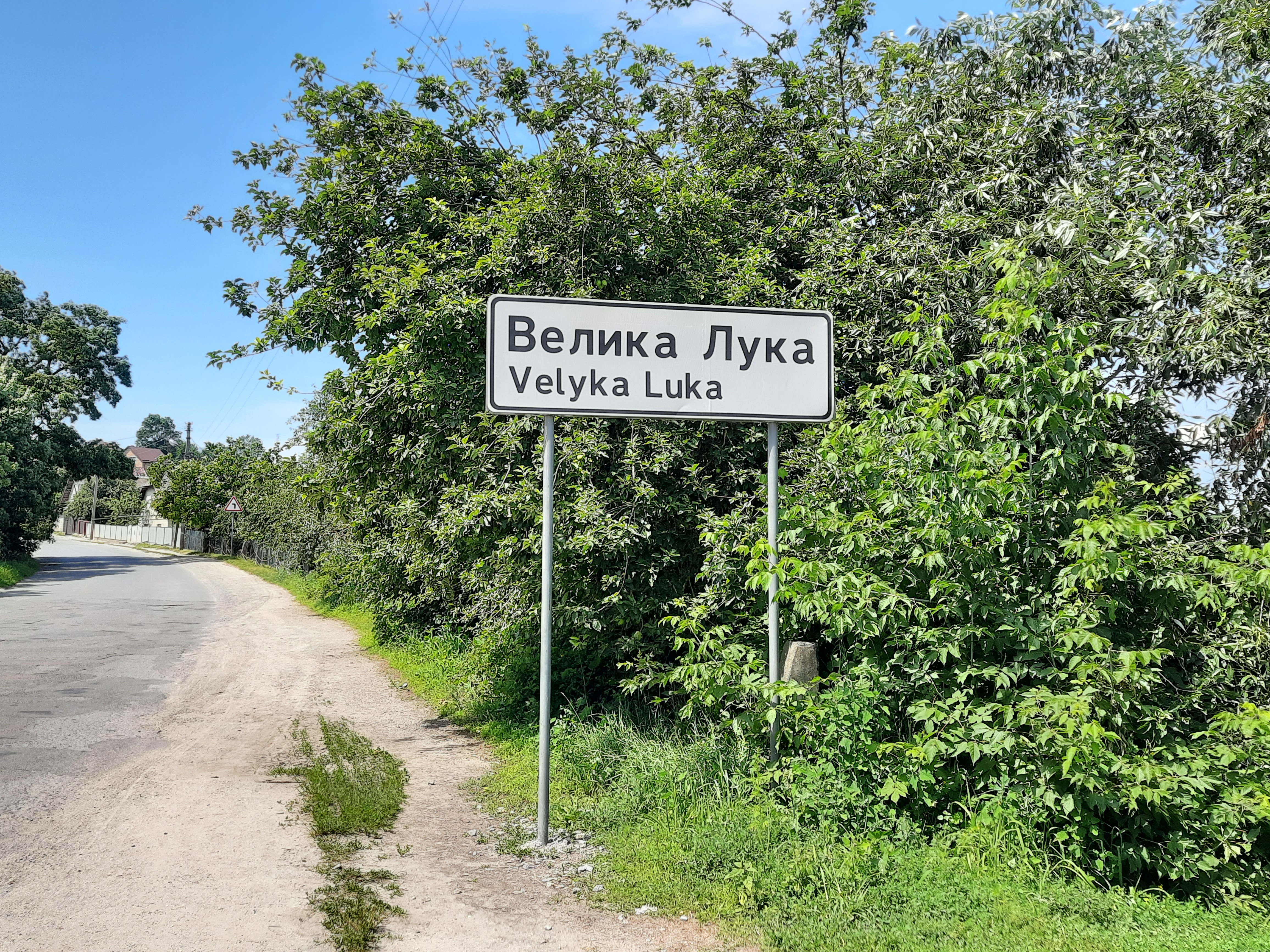
Дорожній знак при в'їзді в село
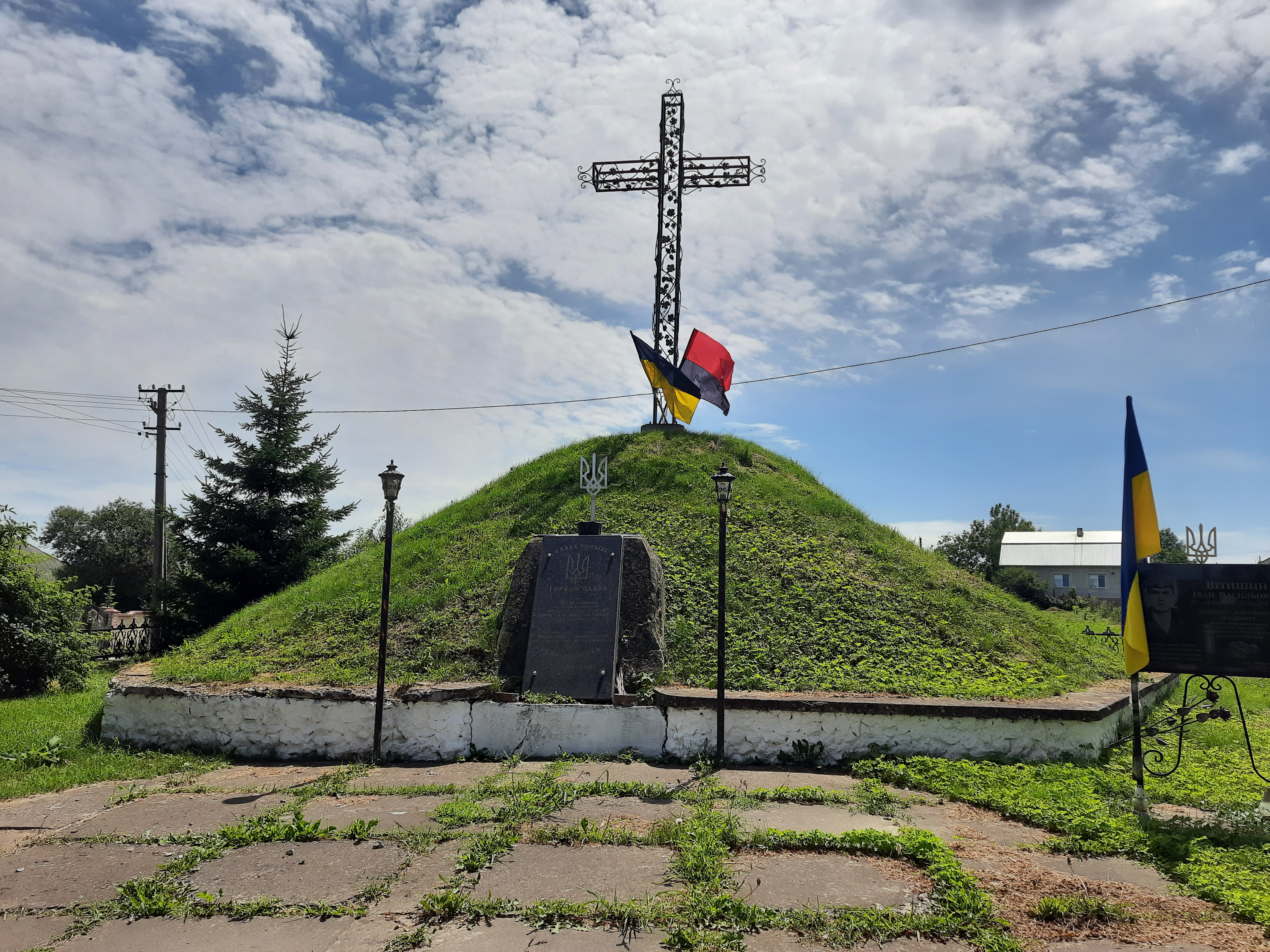
Символічна могила Борцям за волю України
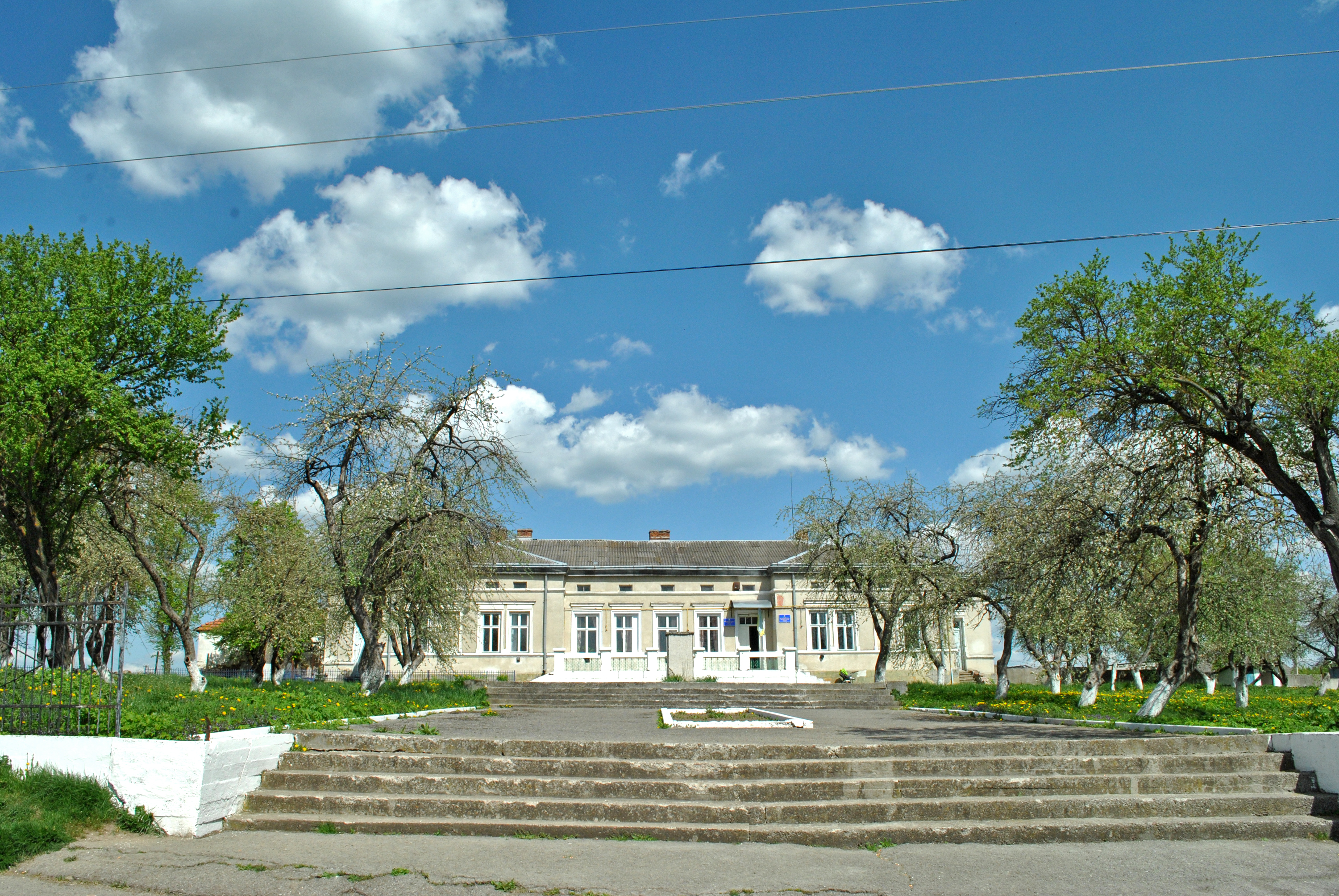
Будинок сільської ради
Церква святого Архістратига Михаїла
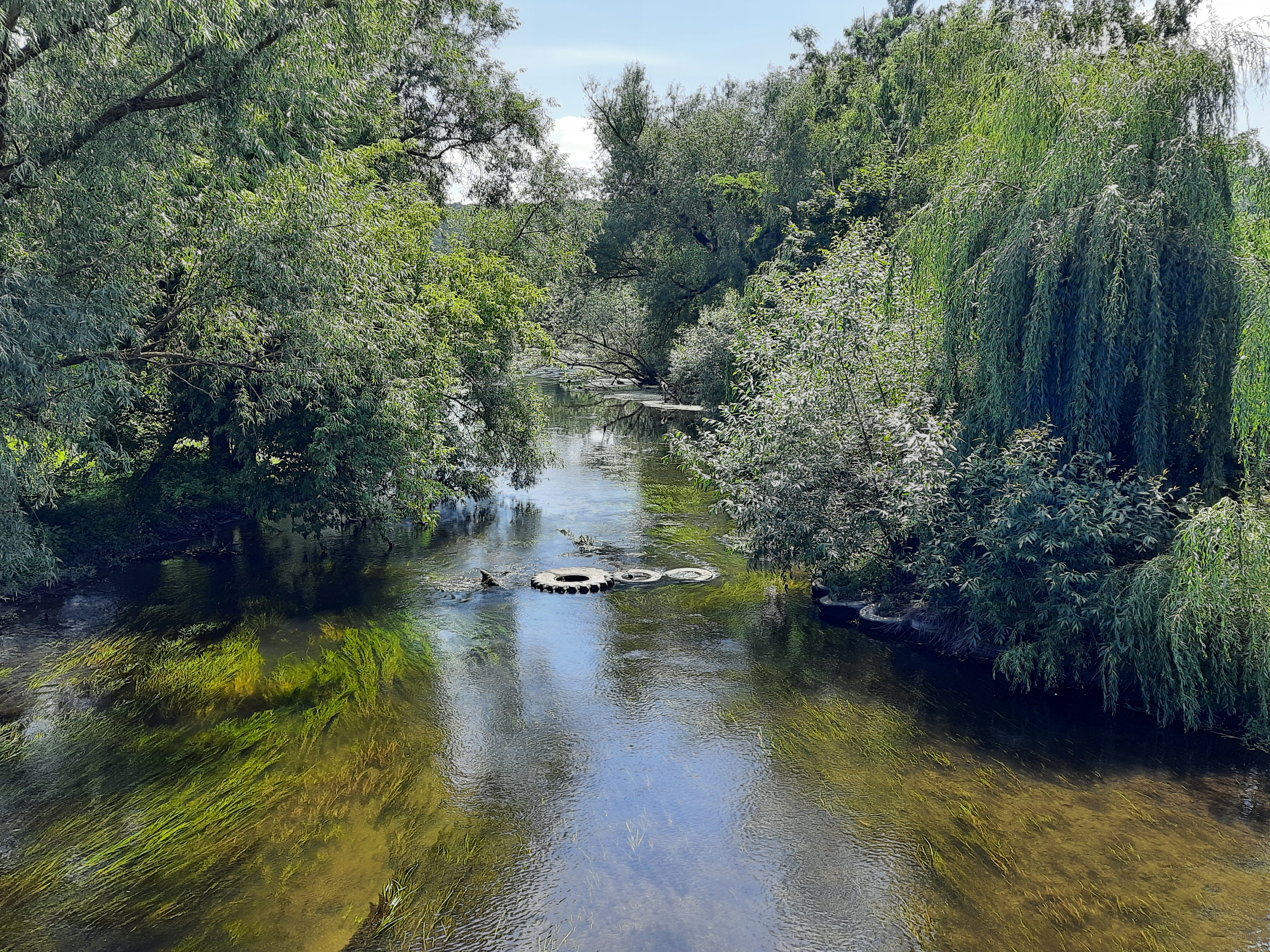
Річка Серет біля села